# Colônia de exploração e povoamento
A tese das colônias de povoamento e exploração é, na historiografia do colonialismo, uma separação conceitual entre as colônias destinadas à habitação permanente dos colonos e aquelas colônias destinadas somente a extração de recursos. A divisão é utilizada para explicar o destino diferente das colônias após a descolonização: as de povoamento, cujos recursos permaneceram no território colonial, tornar-se-iam os países ricos do Novo e Novíssimo Mundo, enquanto as de exploração, cujos recursos materiais seriam transferidos para as metrópoles, além da presença da escravidão e outros sistemas opressivos, seriam hoje regiões subdesenvolvidas. 

## Historiografia
Referências primitivas à ideia encontram-se na obra de Adam Smith. Em seu A Riqueza das Nações de 1776, escrito contemporaneamente à Revolução Americana, Smith baseia-se na oposição do conceito de colônia na Roma antiga (colonia) e o grego apoikia (αποιχια). Segundo ele, a colônia romana é praticamente uma plantation moderna, enquanto o modelo grego pressuponha um distanciamento físico, representado pela maior independência política das colônias gregas.  as colônias que foram esquecidas pelos colonizadores se sairiam melhor, enquanto a maior atenção que a Coroa espanhola devotava às suas colônias americanas lhes eram prejudiciais.
O primeiro autor a fazer uma tipologia completa dos tipos de colônias, trazendo essa divisão, foi o historiador alemão Arnold Herrmann Ludwing Heeren. Em um livro publicado em 1812, Heeren separa as colônias em quatro tipos: aquelas de povoamento e exploração, além das de mineração e mercantil. Seu aluno, Wilhelm Georg Friedrich Roscher, integraria as colônias de mineração às de exploração e acrescentaria ainda outro tipo: as colônias de conquista, voltadas a exploração dos nativos.
Pierre Paul Leroy-Beaulieu, um apologista da colonização francesa, reconhece em sua obra de 1902 três tipos: povoação, exploração e os entrepostos ou feitorias (comptoirs de commerce), tais como Hong Kong ou Cingapura. Leroy-Beaulieu foi uma das principais influências do teórico brasileiro Caio Prado Júnior. Em sua obra Formação do Brasil Contemporâneo de 1942, Caio Prado distingue que o povoamento nas zonas temperadas, como no norte da América, que se deu por motivos diversos do projeto colonial, como os refugiados religiosos, além do excedente populacional da Inglaterra. Já nas zonas tropicais, os europeus só viriam para comandar o trabalho de outros (primeiramente indígena, mas depois também importado da África). Como parte do pacto colonial, toda a produção e investimentos feitos no Brasil teriam como objetivo unicamente a exportação, com correspondente desvalorização do mercado interno.
A divisão dualista entre colônias de exploração e povoamento foi consagrada nos livros didáticos brasileiros, voltados para o ensino de história no ensino médio. Nestas obras, é comum apresentar um conjunto de características relacionadas às duas tipologias clássicas, como por exemplo no quadro demonstrativo abaixo:
|                     | Colônia de exploração                                                                            | Colônia de povoamento                                                          |
| ------------------- | ------------------------------------------------------------------------------------------------ | ------------------------------------------------------------------------------ |
| Condições naturais  | Solo e clima adequados ao cultivo de gêneros tropicais                                           | Solo e clima semelhantes aos da metrópole                                      |
| Sistema de produção | Plantation (latifúndio, monocultura), mão de obra escrava, produção para exportação              | Minifúndio, policultura, mão de obra familiar, produção para o mercado interno |
| Exemplos            | Brasil; América espanhola; colônias inglesas no sul da América do Norte (Sul dos Estados Unidos) | Colônias inglesas no norte (Canadá) e centro da América do Norte               |

O historiador Leandro Karnal, em livro sobre a história dos Estados Unidos, vai dizer que a divisão das colônias de povoamento e exploração é tão fantasiosa quanto a doutrina do destino manifesto na consciência americana.

Posteriormente, Daron Acemoglu, Simon Johnson e James Robinson, principais autores da teoria do institucionalismo do desenvolvimento econômico, métodos econométricos modernos, buscaram medir o impacto das formas diferentes de colonização nas estatísticas sócio-demográficas das sociedades contemporâneas. Os autores concluem pela divisão entre "Estados extrativistas", que seriam equivalentes às colônias de exploração, e outros que reproduziriam as instituições europeias.